# Both of Us
Both of Us (Engl. für Wir beide) ist ein Hip-Hop-Song des US-amerikanischen Rappers B.o.B. Das Lied wurde gemeinsam mit der ebenfalls US-amerikanischen Sängerin Taylor Swift aufgenommen. Die Erstveröffentlichung erfolgte am 22. Mai 2012, am 13. Juli 2012 folgte die Veröffentlichung in Deutschland. Both of Us ist die dritte Singleauskopplung aus B.o.Bs Album Strange Clouds. Dias Stück wurde unter den Labels Grand Hustle Records und Atlantic Records veröffentlicht, von Ammar Malik, B.o.B, Lukasz Gottwald, Cirkut und Taylor Swift geschrieben und von Lukasz Gottwald und Cirkut produziert. Ein Musikvideo wurde am 27. Juni 2012 auf YouTube veröffentlicht.

## Hintergründe
Nachdem Swift B.o.Bs Label HQ in Atlanta besuchte und B.o.B zu dieser Zeit nicht in Atlanta war, war es Q-Tip, der das Treffen Swifts mit B.o.B arrangierte. Das Lied wurde dann an zwei Orten aufgenommen: Swift nahm es in Los Angeles auf, während B.o.B dies in Atlanta tat. B.o.B sagte, dass es sich „magisch“ anfühlte, als er den Titel erstmals vollständig hörte. Danach schrieb er allerdings noch einmal einen seiner Verse neu. Nach der Produktion meinte er: „It started as a blueprint and it really continued to grow into something tremendous“ (deutsch „Mit einem Entwurf begonnen hat es sich wirklich zu etwas Gewaltigem entwickelt“).
Im Jahr 2014 spielte das belgische DJ-Duo Dimitri Vegas & Like Mike bei mehreren ihrer Liveauftritte ein Mashup ihres Instrumentalstücks Whisper gemeinsam mit Tiësto und dem Acapella des Refrains des Liedes Both of Us. Diese Version wurde aufgenommen und landete im Internet. Bei YouTube wurde der Track bereits mehrere Millionen Male angeklickt. Des Weiteren wurde ein Musikvideo des Liedes veröffentlicht, welches zum einen Swifts Parts im Video des Originals zeigt und Liveauftritte von Tiësto sowie von Dimitri Vegas & Like Mike. Nachdem der Song hohe Population gewonnen hatte, wurde jedoch offiziell bekannt gegeben, dass kein Release stattfinden wird.

### Kritiken
Die Single bekam überwiegend positive Kritik. Es wurde gesagt, dass die Single viele positive Botschaften vermitteln würde. Stephanie Bruzzese von Common Sense Media meinte: „[…]B.o.B delivers his meaningful rhymes with what feels like special conviction, and Swift’s light, lovely vocals sound especially uplifting. The end result is definitely among the most memorable tunes on the album.“ (deutsch „B.o.B rappt seine Verse überzeugend, während Swifts Vocals sehr erbaulich erscheinen. Das Ergebnis ist definitiv einer der Songs aus dem Album, an die man sich später am meisten erinnern wird.“) und gab dem Lied .

## Kommerzieller Erfolg

### Chartplatzierungen
Die Single konnte sich bisher in Australien, Kanada, Neuseeland und den Vereinigten Staaten in den Charts platzieren. In Australien konnte das Lied Platz 46 erreichen, musste die Charts nach einer Woche jedoch schon wieder verlassen. In Neuseeland blieb der Titel vier Wochen in den Charts und erreichte Platz 24. In Kanada wurde Platz 23 und in den USA Platz 18 verbucht.
| ChartsChartplatzierungen       | Höchstplatzierung | Wochen |
| ------------------------------ | ----------------- | ------ |
| Vereinigte Staaten (Billboard) | 18 (19 Wo.)       | 19     |
| Vereinigtes Königreich (OCC)   | 22 (5 Wo.)        | 5      |

### Auszeichnungen für Musikverkäufe
| Land/Region               | Auszeichnungen für Musikverkäufe (Land/Region, Auszeichnung, Verkäufe) | Verkäufe  |
| ------------------------- | ---------------------------------------------------------------------- | --------- |
| Australien (ARIA)         | Platin                                                                 | 70.000    |
| Neuseeland (RMNZ)         | Platin                                                                 | 15.000    |
| Vereinigte Staaten (RIAA) | Platin                                                                 | 1.000.000 |
| Insgesamt                 | 3× Platin ·                                                            | 1.085.000 |

Hauptartikel: Taylor Swift/Auszeichnungen für Musikverkäufe/Lieder